# Alþingi
Az Alþingi (angol átírásban Althing vagy Althingi, jelentése: mindenki gyűlése, azaz közgyűlés) Izland parlamentje, amit szokás a világ legrégebbi ilyen típusú intézményének nevezni, bár korai korszakában inkább a nemzetségi társadalmakra jellemző népgyűlés volt. 930-ban alapították. Az üléseket annak idején nyáron, két-három hétig tartották a hosszú nyári nappalokon a szabad ég alatt, Þingvellirben. Itt zajlott a bíráskodás, törvényhozás, de emellett fontos társadalmi esemény lett, amin az ország lakosságának 10-15%-a gyűlt össze rendszeresen.

## Az ősi Alþingi
Az ősi skandináv szokásjogon alapuló népgyűlések rendszere Izlandon is kialakult a honfoglalás után. 12. századi izlandi írásos források beszámolnak arról, hogy Þorsteinn Ingólfsson, az izlandi honfoglalás vezető alakjának, Ingólfur Arnarsonnak a fia alapította a 9-10. század fordulója körül a Reykjavíkot övező vidék, Kjalarnes gyűlését, az országos népgyűlés, az Alþingi egyik elődjét. Az ő fia, Þorkell már az AlÞingi törvénymondója volt a 10. század vége felé.
A 930-ban létrejött országos népgyűlés az ország egyes területein már létező helyi gyűlések felett álló intézmény volt, elsősorban törvényhozással és a törvények alapján bíráskodással foglalkozott. A helyi ügyek a helyi gyűlések hatáskörében maradtak, az Alþingi elé általában csak a több helyi körzetet is érintő jogviták kerültek. A törvényeket sokáig nem foglalták írásba: az egyetlen állandó tisztségviselő, a törvénymondó minden éves gyűlésen élőszóban elmondta az érvényben lévő törvények egyharmadát, így az összes törvény ismertetésére három év alatt került sor. A törvénymondó emellett minden érdeklődőnek jogi tanáccsal is szolgált.
Az ülésezések során külön, erre az alkalomra választott testületek hozták vagy változtatták meg az egyes törvényeket, illetve ugyancsak erre az alkalomra választott bíróságok ítélkeztek a helyi gyűlések által meg nem ítélt ügyekben. Végrehajtó hatalom nem volt, így csak olyan ítéletek születhettek, amik végrehajtását a közösség maga ki tudta kényszeríteni. Ilyen volt a pénzbüntetés (vagyonelkobzás), vagy a kitaszítás – börtönbüntetésről nem lehetett szó. A kitaszítás szólhatott három-ötéves időtartamra, vagy örökre. A kitaszítottak elhagyni kényszerültek az országot, mivel ha ott maradtak, bárki büntetlenül megölhette őket.
Az Alþingi ülésein minden szabad ember részt vehetett (a honfoglalást követő korban még viszonylag sok rabszolga is volt a szigeten), de döntő szavuk a nemzetségfőknek, az izlandi nyelven goði-nak (többes szám goðar) nevezett vezetőknek volt. Az ő szavuk súlya személyes tekintélyük mellett természetesen a jelen lévő (fegyveres) kíséretük nagyságától is függött.
Az Alþingit szokás Európa vagy a világ első parlamentjeként is emlegetni, de az, az ország ritka lakossága, gyenge gazdasági erőforrásai miatt kialakult sajátos körülmények között, inkább a nemzetségi társadalom utolsó, legmagasabb szervezettségi fokú intézményének tekinthető, a hűbéri társadalom Izlandra történt kiterjesztése előtt.
A korai Alþingi társadalmi jelentősége a törvényhozási, politikai és jogi döntések meghozatala mellett abban is rejlett, hogy a rendkívül gyéren lakott, európai értelemben vett településekkel nem, csak farmokkal rendelkező országban rendszeres lehetőséget nyújtott a lakosság legaktívabb részének a találkozására, kulturális eseményekre, kereskedelmi tevékenységre, az ifjúság ismerkedésére.

## Az Alþingi a norvég, majd dán uralom alatt
Az ország függetlenségének elvesztése után az Alþingi jelentősége, politikai szerepe háttérbe szorult. 1800-ban a dán hatalom teljesen megszüntette a törvényhozó hatalmát, de 1845-ben azt korlátozott szerepkörben visszaállították.

## A modern izlandi parlament
Ma 63 képviselő tevékenykedik a parlamentben, akiket 4 évre választanak. (Az ország 8 választási kerületre van felosztva.)